# Saint-Laurent (Manitoba)
Pour les articles homonymes, voir Saint-Laurent.

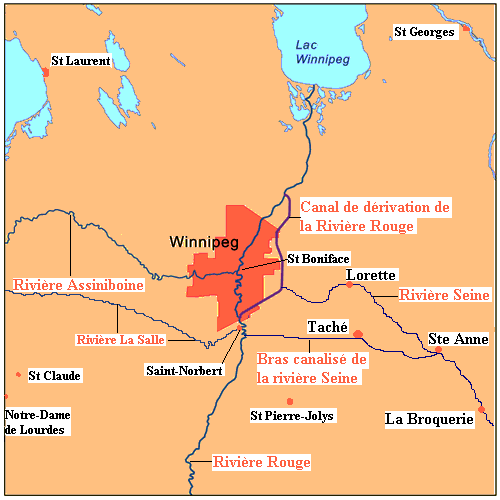
Localisation de Saint-Laurent.

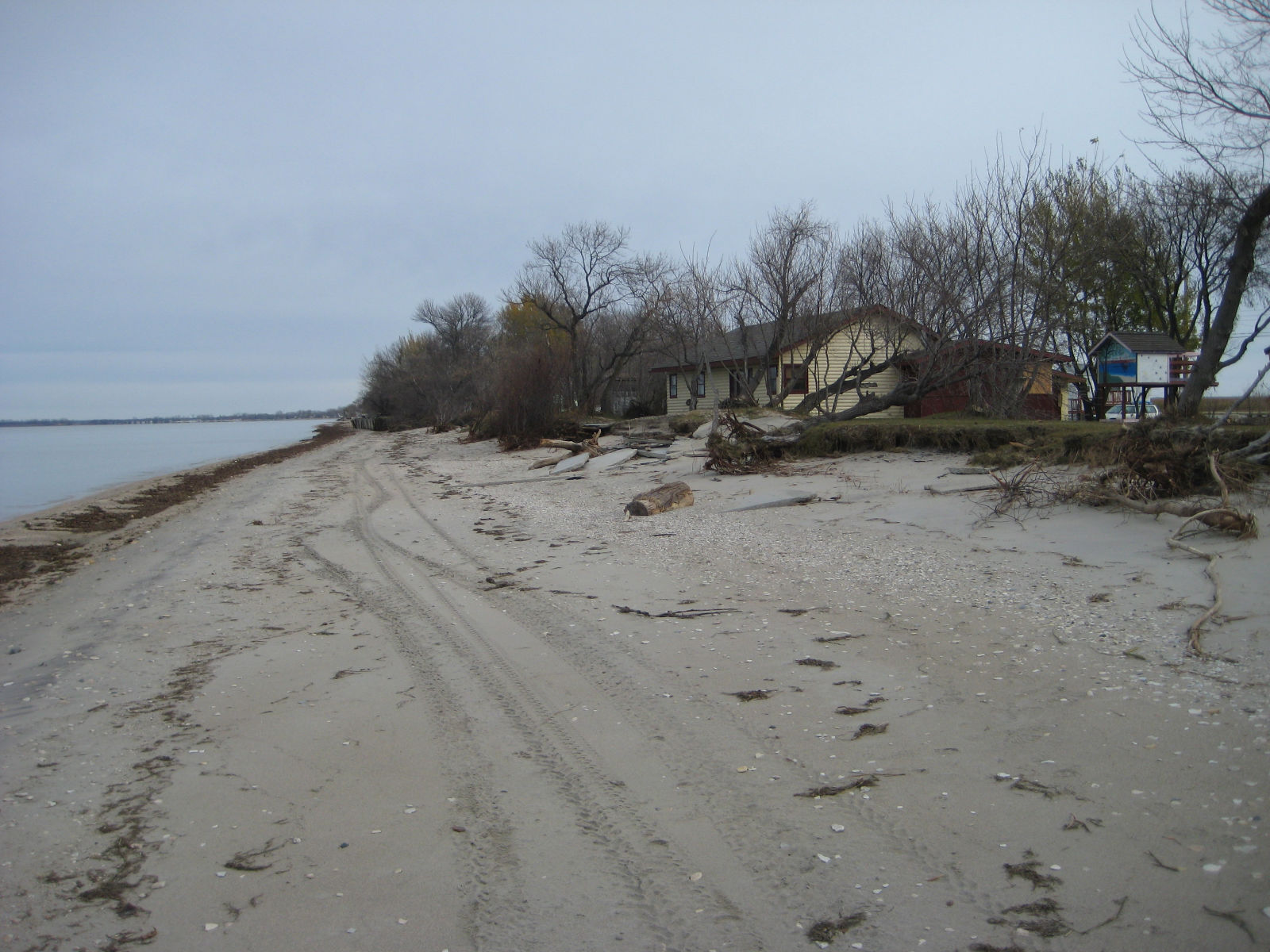
Plage de sable à Saint-Laurent le long du lac Manitoba.

Saint-Laurent est une municipalité rurale bilingue de la province du Manitoba au Canada. La ville est peuplée historiquement par la communauté métisse et parle encore le dialecte métchif, un langage mixte à base de vocabulaire français et amérindien cris.

## Géographie
La ville de Saint-Laurent s'est développée sur les bords du lac Manitoba, à une soixantaine de kilomètres au nord de Winnipeg. La superficie de la communauté rurale de Saint-Laurent et de 462,51 km2

## Histoire
Le prêtre Hervé Péron, de Plounévez-Lochrist, fit venir à Saint-Laurent, entre 1904 et 1908, 110 personnes (13 familles complètes, plus une vingtaine de personnes seules), originaires de sa paroisse ou des environs. En 1948, la population d'origine bretonne de Saint-Laurent s'élevait à 115 personnes.

## Démographie
| 2001  | 2006  | 2011  | 2016  |
| ----- | ----- | ----- | ----- |
| 1 172 | 1 454 | 1 305 | 1 338 |

## Éducation
La population est majoritairement bilingue, voire trilingue (métchif, français et anglais). 
La ville de Saint-Laurent possède plusieurs écoles, l'École Communautaire Aurèle-Lemoine, le centre d'aide et de soutien préscolaire aux Autochtones et la St. Laurent School. 

## Agriculture et élevage
À Saint-Laurent, la plupart des exploitations agricoles pratiquent l'agriculture mixte, les meilleures terres sont utilisées les cultures céréalières et les terres les plus pauvres et les moins rentables, sont utilisées pour faire du foin pour le pâturage des animaux. Les marais sont laissés à la faune sauvage. Les zones boisées sont utilisées comme pâturages pour les bœufs, les chevaux et les moutons.

## Tourisme
La ville est un lieu de villégiature durant l'été pour les estivants qui viennent faire du tourisme le long des plages sablonneuses du lac Manitoba. 

## Festival Manipogo
Chaque année, au mois de mars, les habitants de Saint-Laurent célèbrent la culture métisse et la fin de la saison de pêche lors du "Festival Manipogo", nommé d’après le fameux monstre marin Manipogo, qui selon la légende, colportée par ses "découvreurs", deux pêcheurs de Saint-Laurent, Jules Chartrand et Florent Beaudin, serait un serpent de mer géant de couleur vert-olive, semblable au monstre du Loch Ness vivant dans les profondeurs du lac Manitoba. Le nom de Manipogo est une transformation de celui de Ogopogo, un autre monstre marin de la Colombie-Britannique, qui a pris, ici le nom de Manipogo (Mani=Manitoba et pogo=Ogopogo).